# أحمد أباد (تيران وكرون)
أحمد أباد هي قرية في مقاطعة تيران وكرون، إيران. عدد سكان هذه القرية هو 21 في سنة 2006.